# Carole Gist
Carole Anne-Marie Gist (Detroit, 8 maggio 1969) è una modella statunitense, eletta nel 1990 Miss USA.

## Biografia
Carole Gist è stata la prima donna afroamericana a vincere il titolo di Miss USA. Ha inoltre origini cherokee. In precedenza era stata eletta Miss Michigan. Grazie alla vittoria, la Gist ha rappresentato gli Stati Uniti a Miss Universo 1990, classificandosi al secondo posto dietro la norvegese Mona Grudt. Nel 1990 la Gist ha partecipato ai Soul Train Music Award e i People's Choice Awards. Dopo la vittoria, Carole Gist a condotto una trasmissione sulla musica gospel. Attualmente è sposata ed ha due figli, e lavora come personal trainer ed istruttrice di fitness presso la Wayne State University di Detroit.